# Koi☆Kana
Singles de Tsukishima Kirari starring Kusumi Koharu (Morning Musume)
Balalaika
(25 octobre 2006)
Koi Kana ou Koi☆Kana (恋☆カナ) est le premier single de Tsukishima Kirari starring Kusumi Koharu (Morning Musume) (月島きらり starring 久住小春 (モーニング娘。)).

## Présentation
Le single sort le 12 juillet 2006 au Japon sur le label zetima. Il atteint la 12e place du classement des ventes de l'Oricon. Il sort aussi en édition limitée avec une pochette différente et un livret en supplément, ainsi qu'au format "single V" (vidéo DVD contenant les clips vidéo de la chanson-titre et un making of) deux semaines après. 
Il est chanté par Koharu Kusumi du groupe Morning Musume incarnant Kirari Tsukishima, chanteuse de fiction héroïne de la série anime Kilari (Kirarin Revolution) doublée par Kusumi.
Les deux chansons du single, composées par Tetsurō Oda, servent de génériques de début et de fin à la série : Koi Kana en est son 1er thème d'ouverture (épisodes 1 à 26), et la "face B" Sugao Flavor en est son 1er thème de fin (épisodes 1 à 17). Elles sont accompagnées de leur version instrumentale, et figureront sur le premier album de "Tsukishima Kirari", ☆☆☆ (Mitsuboshi) de 2007, puis sur sa compilation Best Kirari de 2009. Elles seront adaptées en français dans la version française de la série sous les titres respectifs Est-ce l'Amour et Mes Vrais Sentiments, servant également de génériques de début et de fin à la première saison.

## Titres
| CD    | CD                                            | CD                                           | CD    | CD | CD | CD | CD | CD | CD |
| No    | Titre                                         | Paroles / Musique / Arrangements             | Durée |    |    |    |    |    |    |
| ----- | --------------------------------------------- | -------------------------------------------- | ----- | -- | -- | -- | -- | -- | -- |
| 1.    | Koi Kana (恋☆カナ)                            | Shin Furuya / Tetsurō Oda / Masaki Iehara    | 3:29  |    |    |    |    |    |    |
| 2.    | Sugao Flavor (SUGAO-flavor)                   | michito, mavie / Tetsurō Oda / Kōji Gotō     | 4:50  |    |    |    |    |    |    |
| 3.    | Koi Kana (Instrumental) (恋☆カナ...)          | (Instrumental) / Tetsurō Oda / Masaki Iehara | 3:29  |    |    |    |    |    |    |
| 4.    | Sugao Flavor (Instrumental) (SUGAO-flavor...) | (Instrumental) / Tetsurō Oda / Kōji Gotō     | 4:50  |    |    |    |    |    |    |
| 16:50 |                                               |                                              |       |    |    |    |    |    |    |

| 1. | Koi Kana (恋☆カナ...)                   |  |
| 2. | Koi Kana (Anime Ver.) (恋☆カナ...)      |  |
| 3. | Koi Kana (Dance Shot Ver.) (恋☆カナ...) |  |
| 4. | Making Eizō (メイキング映像)            |  |